# 熱いトタン屋根の猫 (映画)

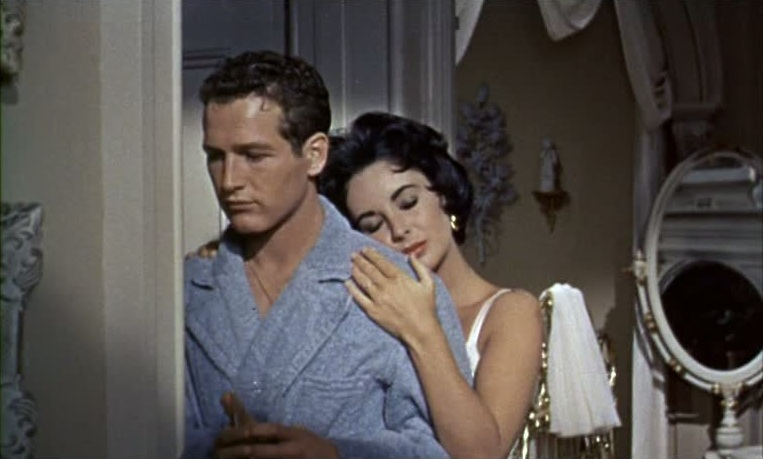
ポール・ニューマン(左)とエリザベス・テイラー

『熱いトタン屋根の猫』（あついトタンやねのねこ、Cat on a Hot Tin Roof）は、1958年のアメリカ合衆国の映画。メトロ・ゴールドウィン・メイヤー製作でテネシー・ウィリアムズの同名の戯曲を映画化した作品。監督はリチャード・ブルックス。人間の愛と欲望・血脈・心の葛藤を描いた濃密なドラマである。
アカデミー賞では作品賞と主演賞を含め6部門でノミネートされたが受賞はできなかった（ビッグ・ダディ役を演じたバール・アイヴスは別の作品で助演男優賞に輝いている）。スター俳優達のW主演で興行的には成功を収めている。

## あらすじ
アメリカ南部の旧家が舞台。当主のビッグ・ダディの退院を祝いに出来損ないの長男グーパーとその妻メイとその子供たち（孫）がやってくる。しかし、それは癌と診断され死期が近いビッグ・ダディの遺産を狙って、彼に取り入ろうとする長男夫婦の思惑があった。ビッグ・ダディ本人は余命わずかなのを知らない。次男のブリックは学生時代、フットボールの花形選手だったが、今では美貌の妻・マギーとの夫婦関係が、親友で自殺したスキッパーとマギーの不倫の疑いで冷え切っている。だが、不倫の疑いとは実はブリックを愛するマギーが、「ブリックとスキッパーの秘密」を探るためスキッパーに近付いたものだった。ブリックはスキッパーが自殺してから、ショックと悲しみで酒浸りの生活を送っており、おまけに怪我をして足を骨折している。一方、ビッグ・ダディは長男夫婦より、次男のブリックとマギーの方を溺愛していた。

## 出演
- マギー - エリザベス・テイラー（声：池田昌子）
- ブリック - ポール・ニューマン（声：井川比佐志）
- ビッグ・ダディ - バール・アイヴス（声：金井大）
- ビッグ・ママ - ジュディス・アンダーソン（声：京千英子）
- グーパー - ジャック・カーソン
- メイ - マドレーヌ・シャーウッド
- ボー医師 - ラリー・ゲイツ
- デイヴィス助祭 - ボーン・テイラー

※日本語吹替版：初回放送1971年8月26日『木曜洋画劇場』

## 備考
タイトルの 『熱いトタン屋根の猫』 とは、愛する夫が同性愛に走り、久しく夫婦関係がない欲求不満のマギーのことを指す。映画化に際し、原作戯曲のブリックとスキッパーのホモセクシュアルな関係は匂わす程度で留まり、隠された演出となっている。この脚色に原作者のウィリアムズは大変失望したと言われている。
撮影期間は1958年3月6日から同年5月19日まで。